# نگخلوو
نگخلوو (به لاتین: Niechlów) یک روستا در لهستان است که در گمینا نگخلوو واقع شده‌است.